# Setherial
Setherial ist eine schwedische Black-Metal-Band.

## Geschichte
Die Band wurde 1993 von Kheeroth, Zathanel, Devothan und Mysteriis gegründet. Zusammen mit Kraath und Infernus spielte man 1994 ein Demo namens A Hail to the Faceless Angels ein, später folgten eine EP und eine Split.
Im März 1996 erschien das Debütalbum Nord..., welches sich vor allem am Stil der ihrer Landsmänner Dissection sowie an der norwegischen Gruppe Emperor orientiert und überlange Songs von bis zu 14 Minuten Länge enthält. Das Album gilt als das Beste der Band und stellt eine wichtige Veröffentlichung des schwedischen Black Metals da. Abgemischt wurde es von Peter Tägtgren.
1998 folgte Lords of the Nightrealm. Ab diesem Album war dadurch, dass Moloch den Posten des Schlagzeugers von Zathanel übernahm, eine Tendenz zu kürzeren, schnelleren Liedern mit einfacheren Songstrukturen vergleichbar mit Marduk und Dark Funeral auszumachen. 
1999 wurde Wrath von Naglfar neuer Sänger, welcher bis 2003 blieb.
Vom ursprünglichen Line-Up sind noch Mysteriis und Kraath aktiv, zudem zählen Infaustus und Empyrion zu den derzeitigen Mitgliedern.

## Diskografie
- 1994: A Hail to the Faceless Angels (Demo)
- 1995: För dem mitt blod (EP)
- 1996: Arte de Occulta (Split)
- 1996: Nord... (Album)
- 1998: Lords of the Nightrealm (Album)
- 1999: Hell Eternal (Album)
- 2003: From the Ancient Ruins (Kompilation)
- 2003: Endtime Divine (Album)
- 2006: Death Triumphant (Album)
- 2008: Nord... / Hell Eternal (Kompilation)
- 2010: Ekpyrosis (Album)
- 2011: Treason (EP)
- 2013: Firestorms (EP)